# ヤン・ピーテルスゾーン・クーン

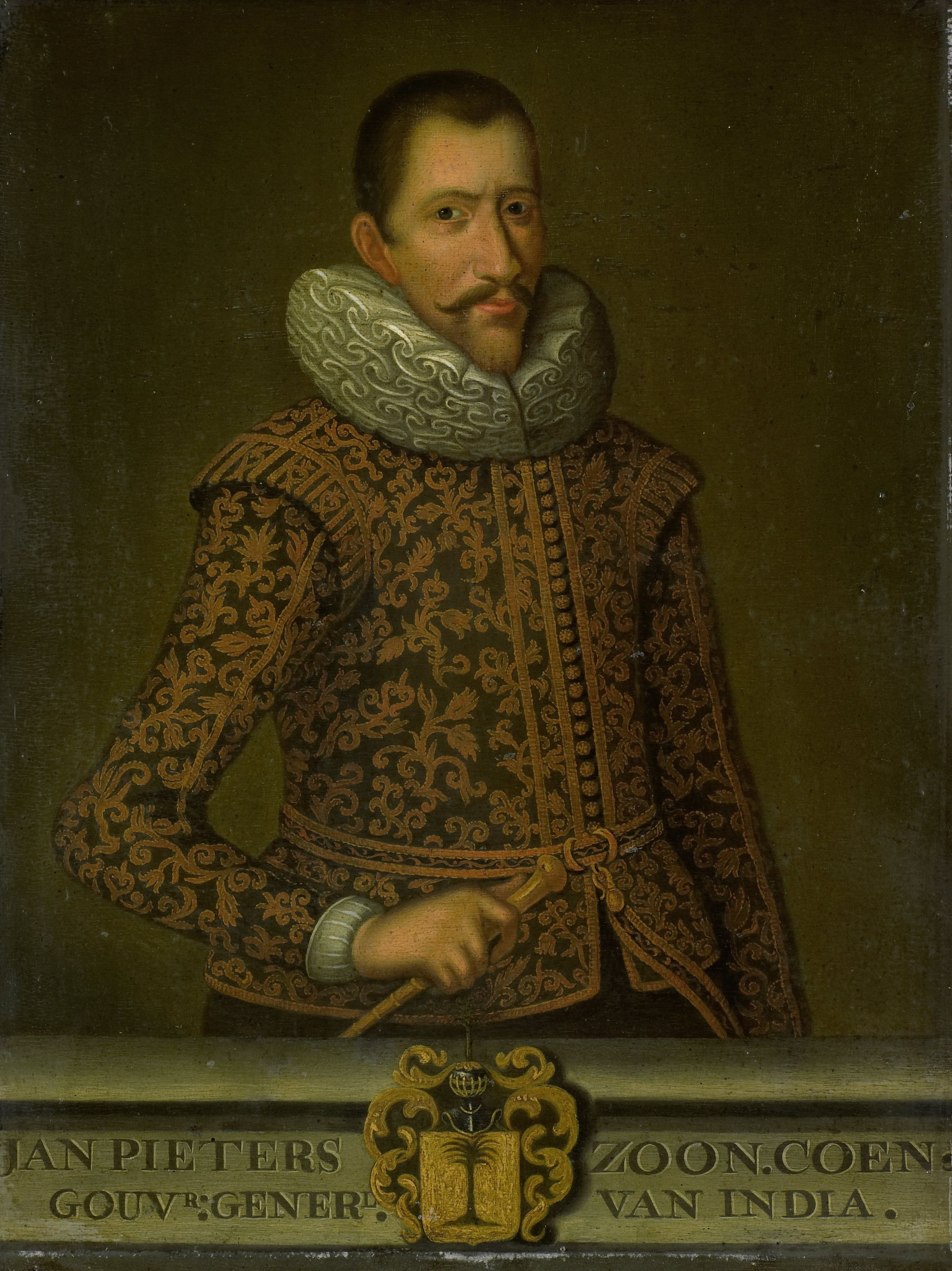
ヤン・ピーテルスゾーン・クーン

ヤン・ピーテルスゾーン・クーン （Jan Pieterszoon Coen、1587年1月8日 - 1629年9月21日）は、オランダの軍人、第4代オランダ東インド会社総督（在任1619年 - 1623年、1627年 - 1629年）。イングランド王国とバンテン王国と戦い、ジャワ島西部のジャカルタにバタヴィアを築いた。アンボイナ事件のために失脚したが、1627年に復帰した。1628年に台湾でタイオワン事件が起きると、事態収拾のため日本へ使節を派遣した。1629年、マタラム王国との戦闘中に病死した。